# Bali (lied)
Bali is een lied van de Nederlandse muziekgroep Bankzitters. Het werd in 2023 als single uitgebracht en stond in hetzelfde jaar als tweede track op de ep Werelds.

## Achtergrond
Bali is geschreven door Koen van Heest, Matthyas het Lam, Milo ter Reegen, Raoul de Graaf en Robbie van de Graaf en geproduceerd door Russo. Het is een nummer uit de genres nederpop en nederhop. In het lied rappen en zingen de artiesten over hun succes in hun carrière, hun vermogen en de haatreacties die ze vaak ontvangen. Het lied werd uitgebracht op de ep Werelds, samen met de andere nummers Vrienden voor altijd en Systeem.

## Hitnoteringen
De muziekgroep had succes met het lied in de hitlijsten van Nederland. Het piekte op de 24e plaats van de Nederlandse Single Top 100 en stond vier weken in deze hitlijst. De Nederlandse Top 40 werd niet bereikt; het kwam hier tot de twaalfde plaats van de Tipparade.